# Joodse begraafplaats (Gouda)

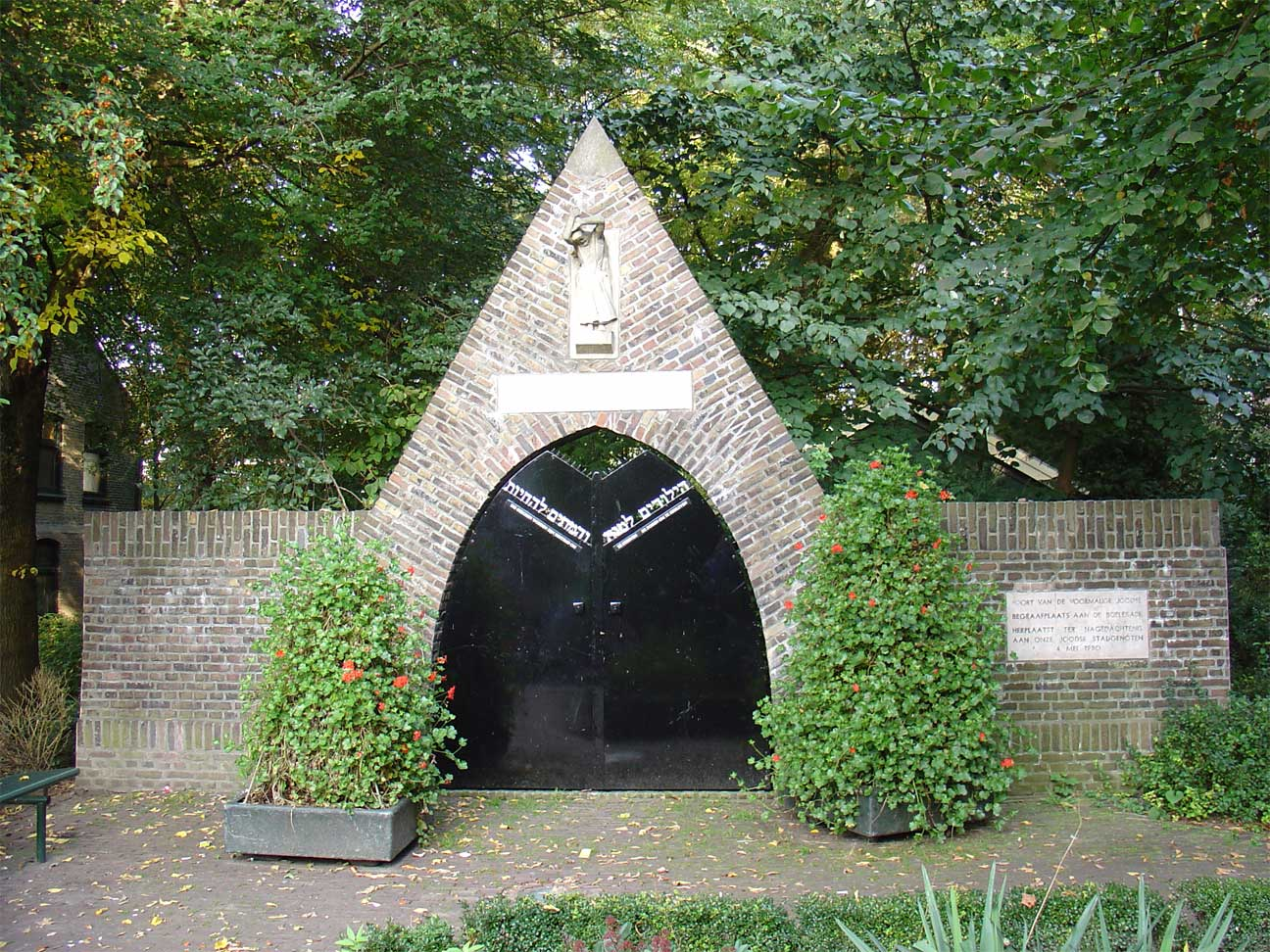
Poortje van de voormalige joodse begraafplaats van Gouda in het Raoul Wallenbergplantsoen

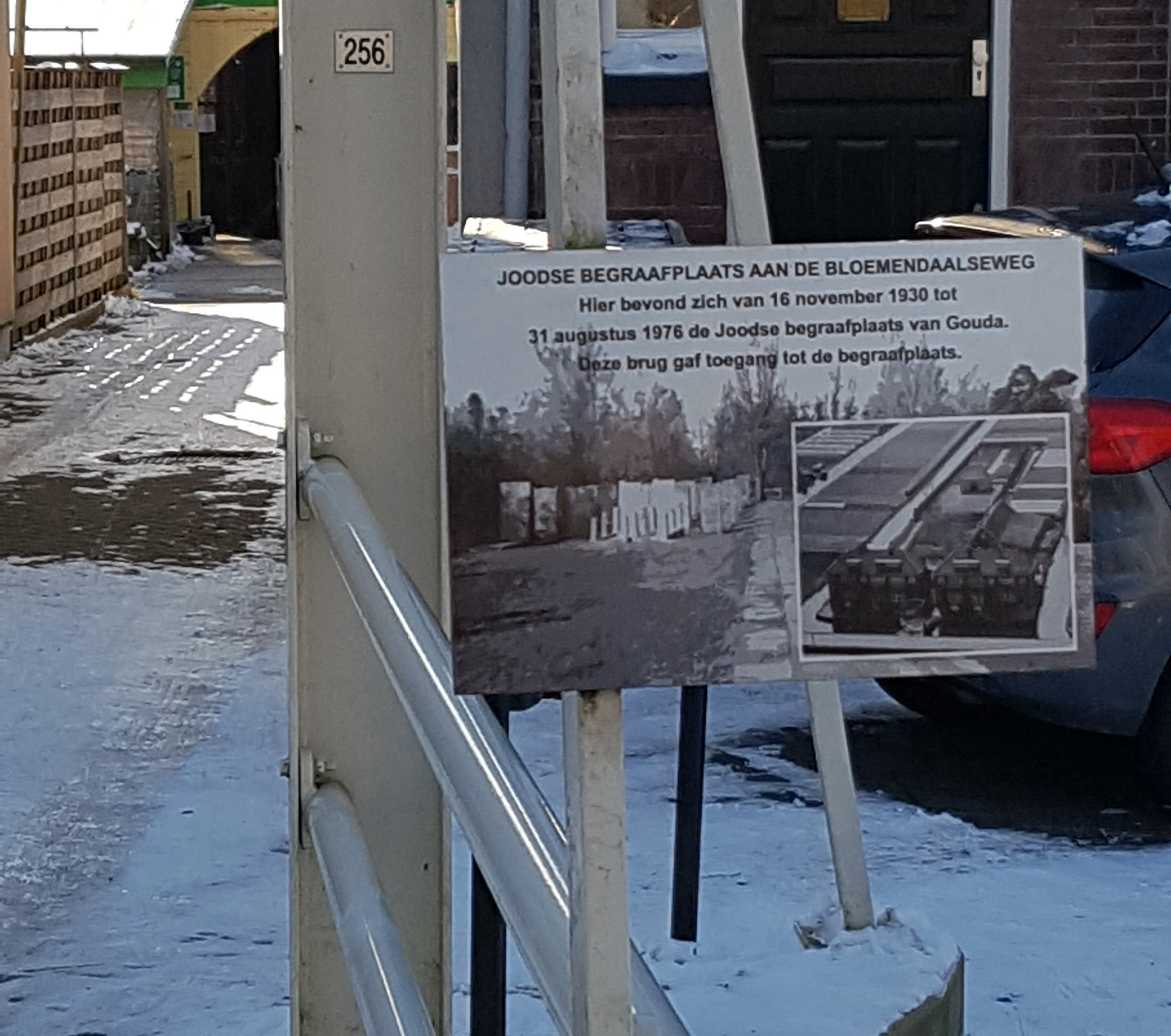
Informatiebordje bij de voormalige locatie van de Joodse begraafplaats aan de Bloemendaalseweg

De joodse begraafplaats in de stad Gouda, in de Nederlandse provincie Zuid-Holland, is omstreeks 1815 in gebruik genomen en heeft tot 1930 dienstgedaan als begraafplaats. Voor 1815 werden de Joden in Rotterdam begraven. Op 29 november 1815 passeerde de acte bij notaris Johan David Schiffer waarbij de klerenbleker Wijnand Naats een ooft- en moestuin met huis verkocht aan het Begrafenis Fonds der Hoogduitsche Israëlitische gemeente van Gouda. Het terrein, gelegen buiten de Kleiwegspoort, was cica 0,7 hectare groot. Dit terrein aan de Boelekade werd ingericht als begraafplaats en voorzien van een metaheerhuisje, waar overledenen ritueel werden gewassen. In 1846 werd een aangrenzend perceel gekocht, waarop een nieuw metaheerhuisje werd gebouwd. In 1930 werd de nieuwe begraafplaats aan de Bloemendaalseweg in gebruik genomen.
De joodse begraafplaats aan de Boelekade moest in 1976 geruimd worden vanwege de hoge waterstand. De stoffelijke resten zijn onder rabbinaal toezicht overgebracht naar Wageningen. De toegangspoort en een deel van de muur werden in 1980 verplaatst naar het Raoul Wallenbergplantsoen. Een plaquette op de voormalige locatie van de Joodse begraafplaats aan de Boelekade werd onthuld door rabbijn Jehoeda Vorst uit Rotterdam en wethouder dhr. A. Melaard. Mevrouw Ada Prins van Stichting Tsedaka heeft de gemeente Gouda geadviseerd bij het tot stand komen van deze plaquette.
Op 4 mei 2013, werd een informatiebordje geplaatst op de brug die toegang gaf tot de begraafplaats aan de Bloemendaalseweg. Tekst:Joodse begraafplaats aan de Bloemendaalseweg. Hier bevond zich van 16 november 1930 tot 31 augustus 1976 de Joodse begraafplaats van Gouda. Deze brug gaf toegang tot de begraafplaats.
Het poortje is thans een monument ter nagedachtenis van de in de Tweede Wereldoorlog vermoorde Goudse Joden. Naar aanleiding van de plannen van het gemeentebestuur om op deze plek nieuwbouw te ontwikkelen, schreef de in Gouda geboren dichter Leo Vroman een gedicht, waaruit het volgende fragment afkomstig is:

Zo staat ook het Joodse Poortje open
naar een verbasterde afwezigheid.
Sol er maar niet meer mee rond.
Laat het in de nieuwe wereld staan
als een vermoeide toegang naar ons lot,
een oude koude open mond
waardoor de vrees voor vreselijk vergaan
verteerd wordt tot uiteindelijk genot.
— Leo Vroman, 17 augustus 2007

In Gouda bevindt zich nog een metaheerhuis op het achtererf van het gebouw De Haven aan de Oosthaven 31. De Haven heeft van 1894 tot 1943 dienstgedaan als bejaardentehuis van de Vereniging Centraal Israëlitisch Oude Mannen- en Vrouwenhuis.

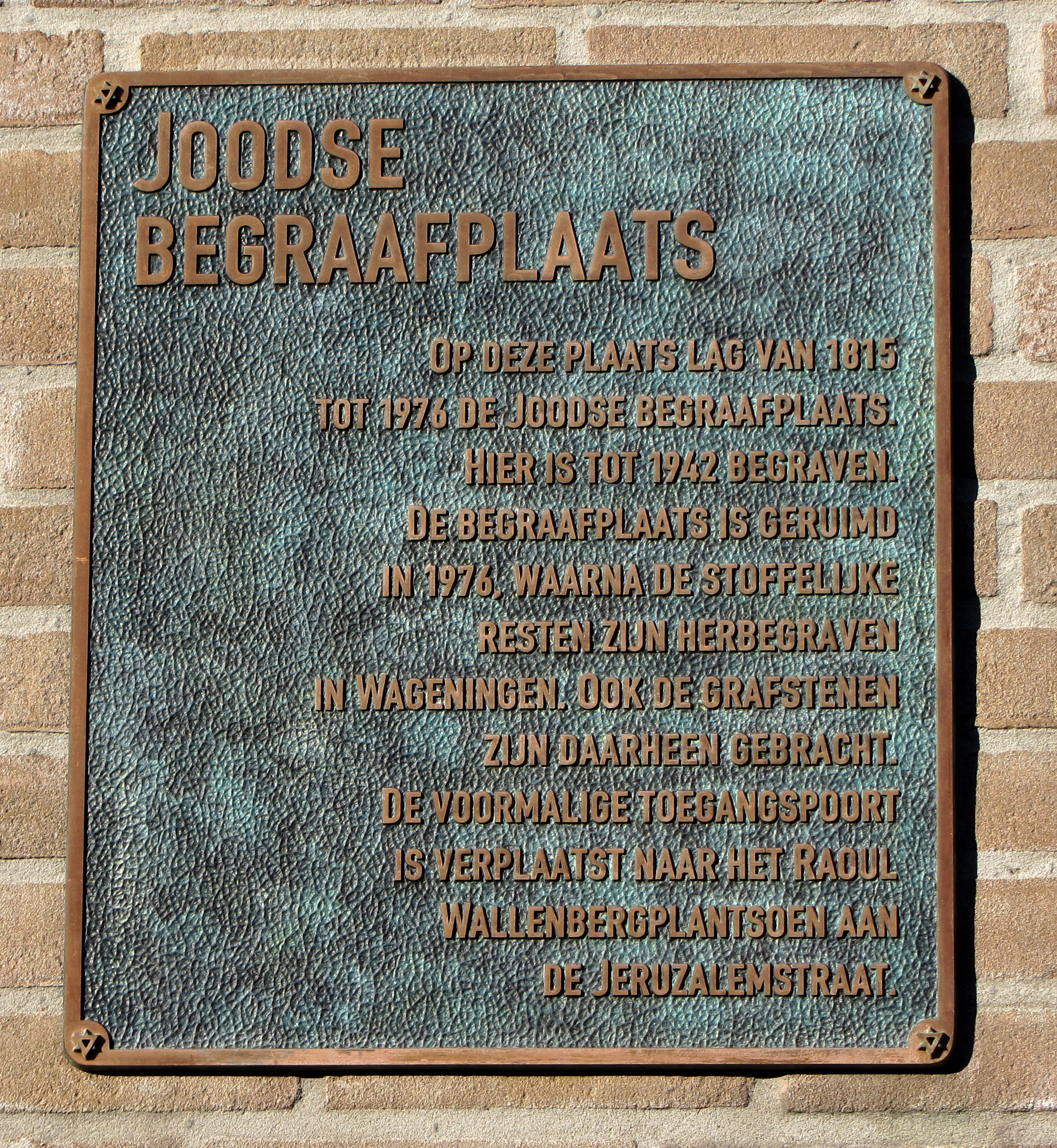
Plaquette bij de voormalige locatie van de Joodse begraafplaats aan de Boelekade
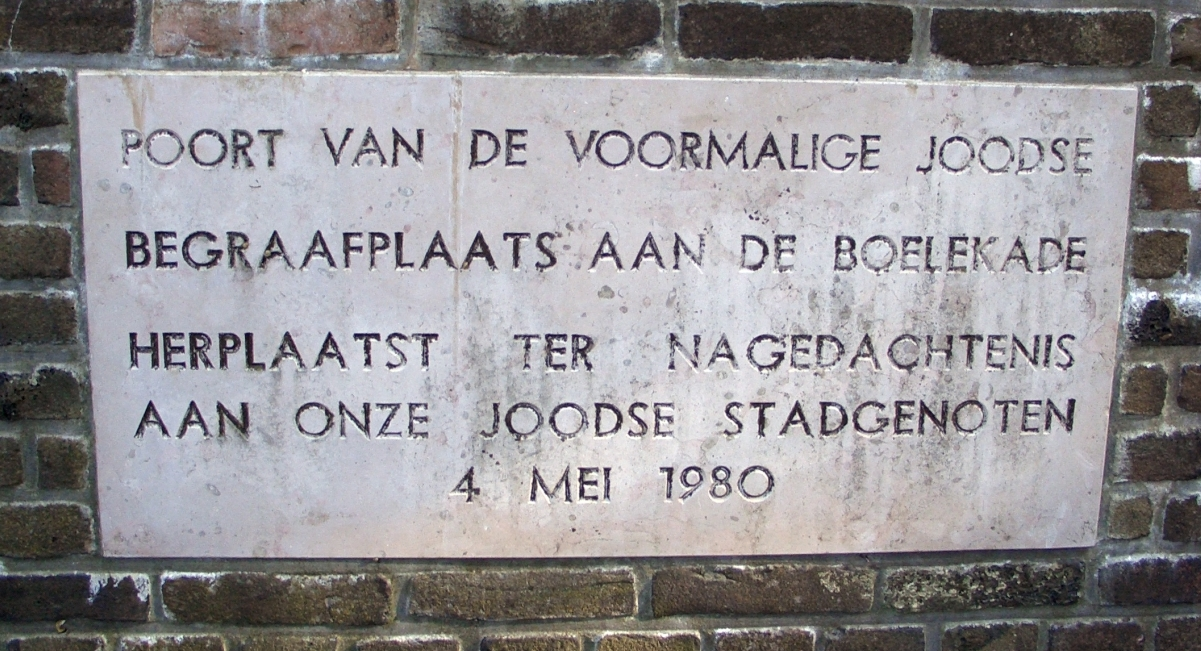
Inscriptie
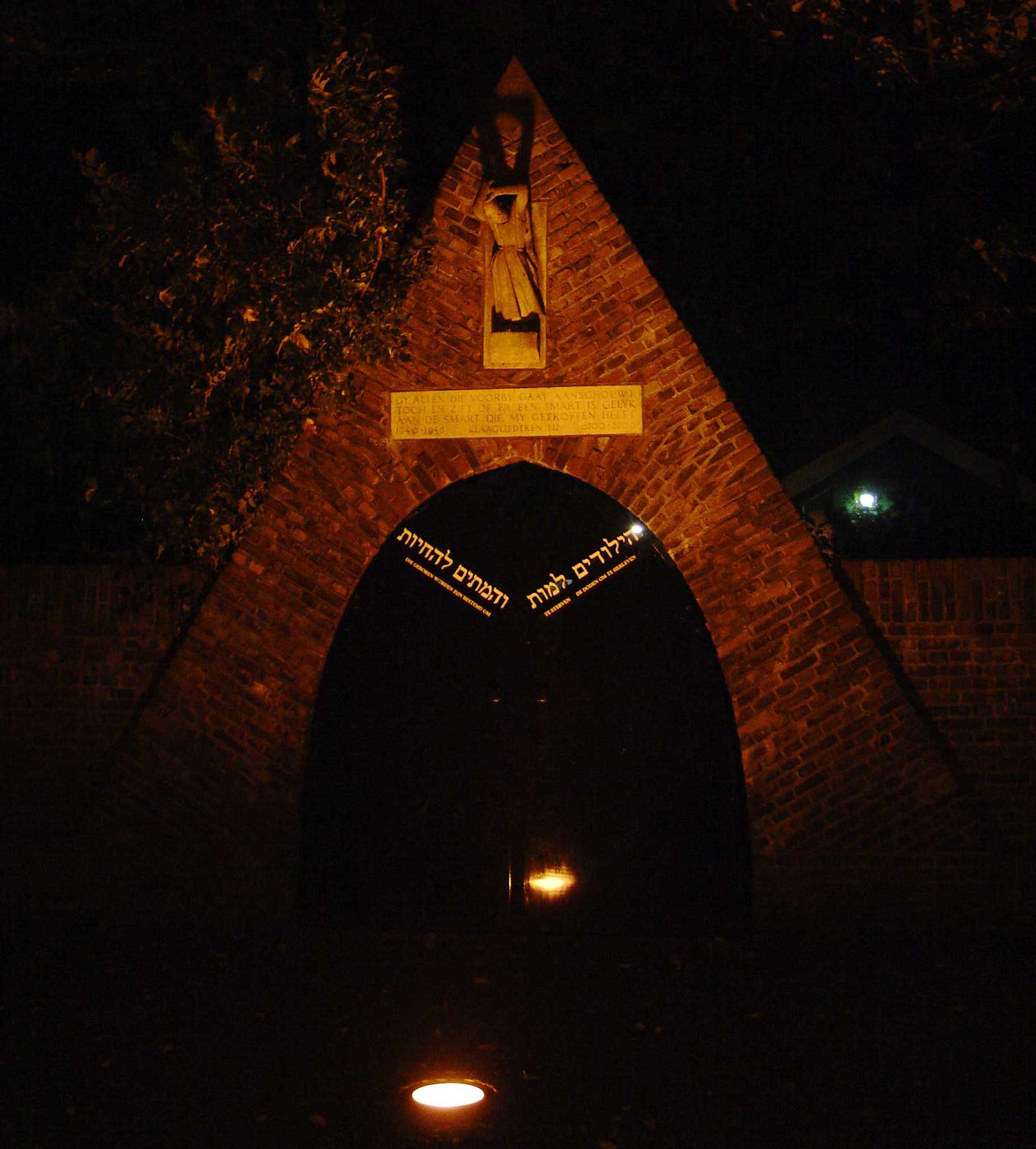
Het poortje bij avond